# Additivt talsystem
Ett additivt talsystem är ett system som består av olika symboler som har olika värden. I ett tal adderas symbolerna för talets värde, och det spelar ingen roll vilken ordning symbolerna står, platsen saknar alltså betydelse. Exempel är talsystemet från Egypten och Talbeteckningssystemet i Linear A och Linear B.